# Wong Duean Khamrahong
Wong Duean Khamrahong – tajska zapaśniczka walcząca w stylu wolnym. Brązowa medalistka igrzysk Azji Południowo-Wschodniej w 2005. Dziewiąta na mistrzostwach Azji z 2004 roku.